# Tseax Cone
Tseax Cone är ett berg i Kanada.   Det ligger i provinsen British Columbia, i den sydvästra delen av landet, 3 800 km väster om huvudstaden Ottawa. Toppen på Tseax Cone är 600 meter över havet. Tseax Cone ligger vid sjön Melita Lake.
Terrängen runt Tseax Cone är bergig norrut, men söderut är den kuperad. Trakten runt Tseax Cone är nära nog obefolkad, med mindre än två invånare per kvadratkilometer.. Det finns inga samhällen i närheten.